# Кейт Шортленд
Кейт Шортленд (нар. 10 серпня 1968) — австралійська сценаристка та режисерка. Вона найвідоміша за своїми фільмами «Сомерсоль», «Лоре», «Берлінський синдром» і  «Чорна вдова»

## Раннє життя
Шортленд народилась в Теморі, Новий Південний Уельс. Вона закінчила австралійську школу кіно, телебачення і радіо, де отримала нагороду "Південна зірка" як найперспективніша студентка. 

## Кар'єра
Шортленд створила кілька короткометражних фільмів: Strap on Olympia (1995); Pentuphouse (1998); Дівчинка квітка (2000); та Радість (2000). 
У 2004 році Шортленд випустила свій дебютний повнометражний фільм «Сомерсоль» (2004), який увійшов до розділу «Непевне враження» на Каннському кінофестивалі 2004 року.  Вона є режисеркою австралійського телевізійного фільму "Тиша". 
Прем'єра її другого фільму, Лоре, відбулась в Австралії на кінофестивалі в Сіднеї 2012 року.  Він виграв на Міжнародному кінофестивалі в Локарно в серпні 2012 року Prix du Public UBS . У листопаді фільм отримав бронзового коня за найкращий фільм на Стокгольмському міжнародному кінофестивалі. Фільм був обраний австралійським конкурсом на отримання найкращого "Оскара з іноземних мов" на 85-й нагородах Академії, однак він не увійшов до остаточного списку.  
У 2015 році Шортленд оголосила, що працює над третім повнометражним фільмом «Берлінський синдром». Спираючись на однойменну книгу Мелані Йоостен, фільм зобразив Терезу Палмер як австралійську фотожурналістку, яка потрапляє до в'язниці в квартирі чоловіка, з яким має одну ніч.  Прем'єра фільму відбулась на кінофестивалі Sundance 2017.
У липні 2019 року Шортленд була оголошена режисеркою фільму Чорна вдова для студій Marvel.

## Особисте життя
Шортленд навернена до юдаїзму. В 2009 році вона одружилася з режисером Тоні Кравіцом. Вони мають двох усиновлених дітей. 

## Фільмографія

### Фільми
| Рік  | Фільм               | Режисер | Сценарист |
| ---- | ------------------- | ------- | --------- |
| 2004 | Культура            | Так     | Так       |
| 2012 | Лоре                | Так     | Так       |
| 2017 | Берлінський синдром | Так     | Ні        |
| 2021 | Чорна вдова         | Так     | Ні        |

### Короткі фільми
| Рік  | Назва       | Директор | Письменник |
| ---- | ----------- | -------- | ---------- |
| 1998 | Пентхаус    | Так      | Так        |
| 1999 | Квітконіжка | Так      | Так        |
| 2000 | Радість     | Так      | Так        |

### Телебачення
| Рік       | Назва                     | Директор | Письменник | Примітки                          |
| --------- | ------------------------- | -------- | ---------- | --------------------------------- |
| 2001-2003 | Таємне життя нас          | Так      | Ні         | 10 епізодів                       |
| 2002-2003 | Bad Cop, Bad Cop          | Так      | Ні         | 4 епізоди                         |
| 2006 рік  | Мовчання                  | Так      | Ні         | Телефільм                         |
| 2012 рік  | Шляпанка                  | Ні       | Так        | Мінісеріал; Епізод: "Розі"        |
| 2014 рік  | Дитячий майданчик         | Ні       | Так        | Мінісеріал; Епізод: "Вир та буря" |
| 2015 рік  | Кінцевий термін Галліполі | Ні       | Так        | Мінісеріал;                       |

## Нагороди та номінації
| Рік      | Фільм               | Примітки |
| -------- | ------------------- | --- |
| 2004 рік | Культура            | Премія AACTA за найкращу режисуру Премія AACTA за найкращий оригінальний сценарій Премія AWGIE за найкращий твір у художньому фільмі - оригінал Премія FCCA за найкращого режисера Внутрішня кінопремія за найкращий художній фільм Внутрішня кінопремія за найкращу режисуру Внутрішня кінопремія за найкращий сценарій Премія Міжнародного кінофестивалю в Любляні </br> Спеціальна премія журі Міжнародного кінофестивалю в режимі прориву режисера </br> Спеціальна згадка про прорив міжнародного кінофестивалю в Маямі </br> Номінація - Каннський кінофестиваль - Золота камера </br> Номінований - Каннський кінофестиваль - нагорода "Не певний погляд" </br> Номінований - премія FCCA за найкращий оригінальний сценарій </br> Номінація - Гран-прі Міжнародного кінофестивалю в Токіо |
| 2006 рік | Мовчання            | Нагорода австралійської звукової гільдії за найкращі досягнення в звуку для телевізійних або міні-серій </br> Номінований - Премія AFI за кращий телевізійний або міні-серіал </br> Номінований - премії Logie 2007 року для срібного логі у найвидатніших драматичних серіях, міністерствах або телемові. |
| 2012 рік | Лоре                | Кінофестиваль в Абу-Дабі - премія " Чорна перлина" за найкращу повість </br> Премія ADG за найкращу режисуру в художньому фільмі </br> Премія AFCA за найкращого режисера </br> Премія AFCA за найкращий сценарій </br> Премія AWGIE за найкращий твір у художньому фільмі - Адаптовано </br> Пекінський міжнародний кінофестиваль " Тіантіан" за найкращого режисера </br> Спеціальна премія журі Пекінського коледжського кінофестивалю </br> Премія FCCA за найкращого режисера </br> Премія критиків кінофестивалю "Кінофестиваль " </br> Міжнародний кінофестиваль "Хемптонс" - премія "Золота зірка" </br> Фестиваль Локарно - премія глядачів </br> Міжнародний кінофестиваль у Стокгольмі - бронзова кінь на кращий фільм </br> Міжнародний кінофестиваль Тромсе - премія «Аврора» </br> Міжнародний кінофестиваль у Вальядоліді - премія Пілара Міро за найкращого нового режисера </br> Номінований - премія AACTA за найкращу режисуру </br> Номінований - премія AACTA за найкращий адаптований сценарій </br> Номінація - Премія Азіатсько-Тихоокеанського кінофестивалю за найкращого режисера </br> Номінований - Пекінський міжнародний кінофестиваль " Тіантіанська премія" за найкращого режисера </br> Номінований - Лондонський кінофестиваль BFI </br> Номінований - премія FCCA за найкращий сценарій </br> Номінація - Фестиваль Локарно - Премія глядачів </br> Номінація - премія кінофестивалю в Сіднеї </br> Номінація - Міжнародний кінофестиваль у Салоніках - премія " Відкриті горизонти" </br> Номінований - Міжнародний кінофестиваль у Вальядоліді - Золотий колосок за найкращий фільм |
| 2017 рік | Берлінський синдром | Номінований - премія AACTA за найкращу режисуру </br> Номінація - Великий приз премії журі Міжнародного кінофестивалю - Конкурс оповідань </br> Номінація - Великий приз премій журі кінофестивалю - Sundance - Всесвітнє кіно - драматичне |